# Topawa
Topawa es un lugar designado por el censo ubicado en el condado de Pima en el estado estadounidense de Arizona. En el Censo de 2010 tenía una población de 299 habitantes y una densidad poblacional de 22,39 personas por km².

## Geografía
Topawa se encuentra ubicado en las coordenadas 31°48′28″N 111°49′50″O / 31.80778, -111.83056. Según la Oficina del Censo de los Estados Unidos, Topawa tiene una superficie total de 13.35 km², de la cual 13.35 km² corresponden a tierra firme y (0%) 0 km² es agua.

## Demografía
Según el censo de 2010, había 299 personas residiendo en Topawa. La densidad de población era de 22,39 hab./km². De los 299 habitantes, Topawa estaba compuesto por el 0% blancos, el 0% eran afroamericanos, el 99% eran amerindios, el 0% eran asiáticos, el 0% eran isleños del Pacífico, el 0.67% eran de otras razas y el 0.33% pertenecían a dos o más razas. Del total de la población el 2.68% eran hispanos o latinos de cualquier raza.